# Karaj (fiume)
Il Karaj (in russo Карай?), Mokryj Karaj nell'alto corso (Мокрый Карай), è un fiume della Russia europea, affluente di destra del Chopër. Scorre nell'oblast' di Saratov.
Dalla sorgente il fiume si dirige verso ovest a compiendo un largo giro scorre in direzione meridionale segnando per un tratto il confine tra l'oblast' di Saratov e quella di Tambov. Continua il suo corso lungo il bassopiano della Oka e del Don in un'ampia valle, in direzione sud-ovest, attraversando molti centri abitati. Sfocia nel fiume Chopër a 540 km dalla foce, a ovest del villaggio di Bol'šoj Karaj. Il fiume ha una lunghezza di 139 km, l'area del suo bacino è di 2 680 km².